# Communauté de communes Terre d'Auge
Cet article possède un paronyme, voir Pays d'Auge (homonymie).
La communauté de communes Terre d'Auge est une communauté de communes française, située dans le département du Calvados et la région Normandie.

## Historique

Ancien Logo

La communauté de communes est créée le 11 décembre 2002 (avec effet au 1er janvier 2003) sous le nom de communauté de communes Blangy Pont-l'Évêque Intercom.
Le 1er janvier 2016, les communes d'Annebault, Bourgeauville, Branville et Danestal adhèrent à la communauté de communes en provenance de la communauté de communes du Pays d'Auge dozuléen.
Le 1er janvier 2018, dix communes de l'ancienne communauté de communes de Cambremer rejoignent la communauté de communes : Auvillars, Bonnebosq, Drubec, Formentin, Le Fournet, Léaupartie, Manerbe, Repentigny, La Roque-Baignard et Valsemé,.
L'intercommunalité prend le 26 décembre 2018 sa dénomination actuelle de communauté de communes Terre d'Auge,.
Le 1er janvier 2019, Coudray-Rabut fusionne au sein de Pont-l'Évêque, réduisant à 44 le nombre de communes associées..

## Territoire communautaire

### Géographie
Située dans l'est du département du Calvados, la communauté de communes Terre d'Auge regroupe 44 communes et s'étend sur 323,6 km2.

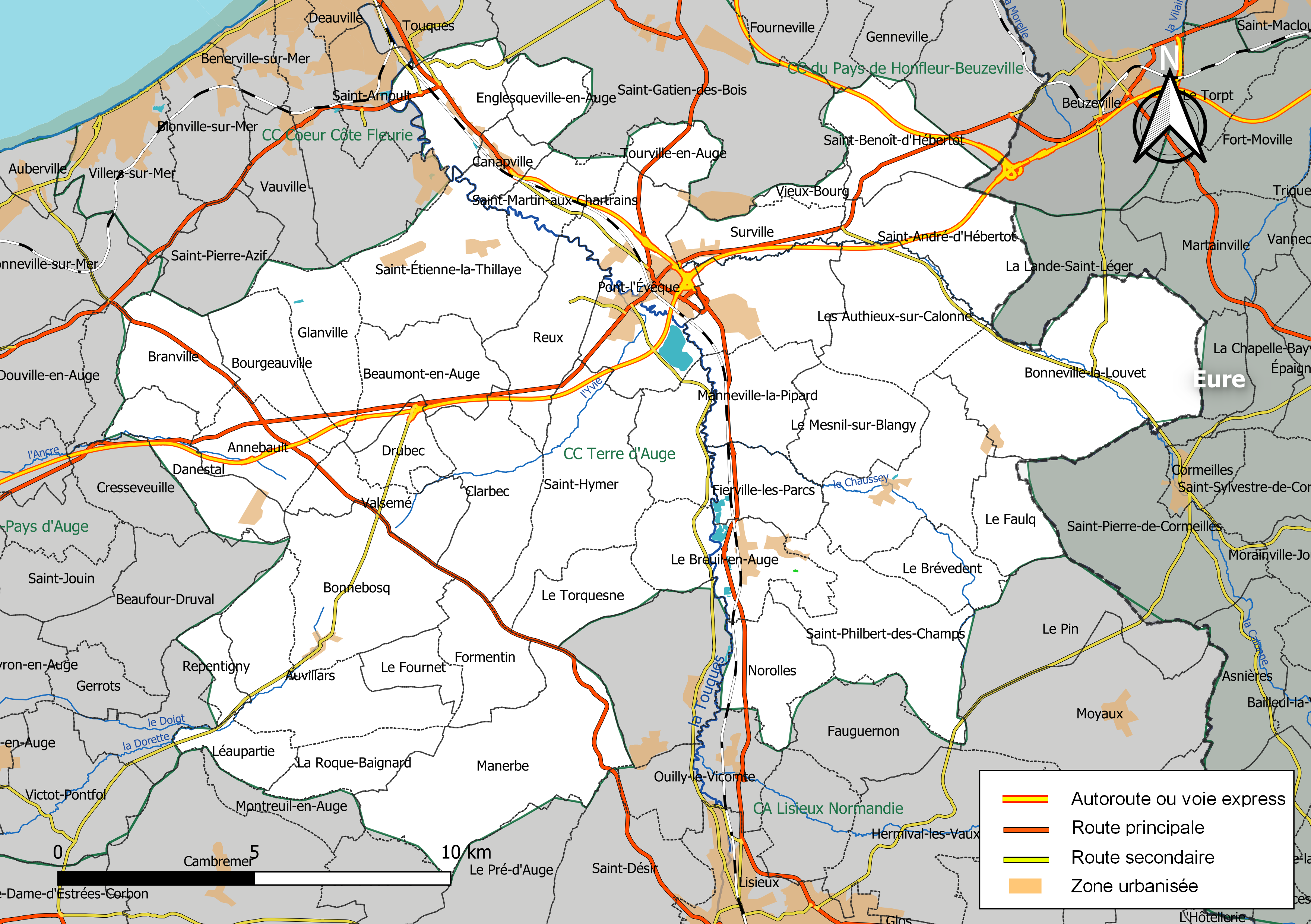
Carte de la communauté de communes Terre d'Auge au 1er janvier 2019.

### Composition
En 2024, la communauté de communes est composée des 44 communes suivantes :

| Nom                         | Code Insee | Gentilé            | Superficie (km2) | Population (dernière pop. légale) | Densité (hab./km2) |
| --------------------------- | ---------- | ------------------ | ---------------- | --------------------------------- | ------------------ |
| Pont-l'Évêque (siège)       | 14514      | Pontépiscopois     | 12,98            | 5 116 (2022)                      | 394                |
| Annebault                   | 14016      | Annebaultais       | 5,54             | 502 (2022)                        | 91                 |
| Les Authieux-sur-Calonne    | 14032      | Altaréens          | 10,2             | 276 (2022)                        | 27                 |
| Auvillars                   | 14033      | Auvillargeois      | 11,62            | 224 (2022)                        | 19                 |
| Beaumont-en-Auge            | 14055      | Beaumontais        | 7,98             | 387 (2022)                        | 48                 |
| Blangy-le-Château           | 14077      | Castelblangeois    | 10,62            | 781 (2022)                        | 74                 |
| Bonnebosq                   | 14083      | Bonnebosquais      | 12,17            | 659 (2022)                        | 54                 |
| Bonneville-la-Louvet        | 14085      | Bonnevillais       | 20,75            | 822 (2022)                        | 40                 |
| Bonneville-sur-Touques      | 14086      | Bonnevillais       | 6,63             | 323 (2022)                        | 49                 |
| Bourgeauville               | 14091      | Bourgeauvillais    | 6,15             | 101 (2022)                        | 16                 |
| Branville                   | 14093      | Branvillais        | 6,39             | 225 (2022)                        | 35                 |
| Le Breuil-en-Auge           | 14102      | Breuillois         | 9,39             | 959 (2022)                        | 102                |
| Le Brévedent                | 14104      | Brévedentais       | 4,43             | 203 (2022)                        | 46                 |
| Canapville                  | 14131      | Canapvillais       | 2,5              | 231 (2022)                        | 92                 |
| Clarbec                     | 14161      | Clarbecquois       | 9,7              | 321 (2022)                        | 33                 |
| Danestal                    | 14218      | Danestaliens       | 6,38             | 379 (2022)                        | 59                 |
| Drubec                      | 14230      | Drubecois          | 3,14             | 111 (2022)                        | 35                 |
| Englesqueville-en-Auge      | 14238      | Englesquevillais   | 3,61             | 113 (2022)                        | 31                 |
| Le Faulq                    | 14261      | Faüssiens          | 4,45             | 325 (2022)                        | 73                 |
| Fierville-les-Parcs         | 14269      | Fiervillais        | 4,91             | 236 (2022)                        | 48                 |
| Formentin                   | 14280      | Formentinois       | 5,93             | 268 (2022)                        | 45                 |
| Le Fournet                  | 14285      |                    | 2,99             | 76 (2022)                         | 25                 |
| Glanville                   | 14302      | Glanvillais        | 6,43             | 158 (2022)                        | 25                 |
| Léaupartie                  | 14358      | Léaupartiens       | 3,2              | 87 (2022)                         | 27                 |
| Manerbe                     | 14398      | Manerbois          | 18,27            | 545 (2022)                        | 30                 |
| Manneville-la-Pipard        | 14399      | Mannevillais       | 6,31             | 262 (2022)                        | 42                 |
| Le Mesnil-sur-Blangy        | 14426      | Mesnilois          | 7,37             | 164 (2022)                        | 22                 |
| Norolles                    | 14466      | Norollais          | 6,52             | 350 (2022)                        | 54                 |
| Pierrefitte-en-Auge         | 14500      | Pierrefittais      | 5,48             | 154 (2022)                        | 28                 |
| Repentigny                  | 14533      | Repentinois        | 2,13             | 101 (2022)                        | 47                 |
| Reux                        | 14534      | Reuxois            | 7,39             | 406 (2022)                        | 55                 |
| La Roque-Baignard           | 14541      | Baignarochains     | 4,64             | 105 (2022)                        | 23                 |
| Saint-André-d'Hébertot      | 14555      | Andrébertotois     | 9,79             | 450 (2022)                        | 46                 |
| Saint-Benoît-d'Hébertot     | 14563      | Bénédictains       | 7,13             | 467 (2022)                        | 65                 |
| Saint-Étienne-la-Thillaye   | 14575      | Stéphanois         | 12,36            | 381 (2022)                        | 31                 |
| Saint-Hymer                 | 14593      | Saint-Hymériens    | 12,32            | 668 (2022)                        | 54                 |
| Saint-Julien-sur-Calonne    | 14601      | Saint-Julienais    | 8,54             | 172 (2022)                        | 20                 |
| Saint-Martin-aux-Chartrains | 14620      | Saint-Martinois    | 5,06             | 427 (2022)                        | 84                 |
| Saint-Philbert-des-Champs   | 14644      | Saint-Philibertins | 12,03            | 650 (2022)                        | 54                 |
| Surville                    | 14682      | Survillais         | 4,8              | 474 (2022)                        | 99                 |
| Le Torquesne                | 14694      | Torquesnois        | 5,26             | 529 (2022)                        | 101                |
| Tourville-en-Auge           | 14706      | Tourvillais        | 3,16             | 258 (2022)                        | 82                 |
| Valsemé                     | 14723      | Valsemerais        | 5,62             | 264 (2022)                        | 47                 |
| Vieux-Bourg                 | 14748      | Vétibourgeois      | 1,3              | 91 (2022)                         | 70                 |

### Démographie
| 1968   | 1975   | 1982   | 1990   | 1999   | 2010   | 2015   | 2021   |
| ------ | ------ | ------ | ------ | ------ | ------ | ------ | ------ |
| 13 661 | 13 472 | 14 413 | 15 816 | 17 147 | 19 031 | 19 307 | 19 569 |

## Administration

### Siège
Le siège de la communauté de communes est situé à Pont-l'Évêque, ZI de la Croix Brisée, 9 Rue de l'Hippodrome.

### Élus
La communauté de communes est administrée par son conseil communautaire, composé pour la mandature 2020-2026 de 60 conseillers municipaux représentant chacune des  communes membres, et répartis de la manière suivante en fonction de leur population, : 

- 13 délégués pour Pont-l'Évêque ;

-  2 délégués pour Blangy-le-Château, Bonnebosq, Bonneville-la-Louvet et Le Breuil-en-Auge ; 

- 1 délégué ou son suppléant pour chacune des 39 autres communes.
Au terme des élections municipales de 2020 dans le Calvados, le conseil communautaire renouvelé a réélu son président, Hubert Courseaux, maire de Bonneville-la-Louvet ainsi que ses vice-présidents, qui étaient, en juillet 2024 : 
1. Jean Dutacq, maire de Reux, chargé du développement économique ;
2. Yves Deshayes, maire de Pont-l'Évêque, chargé de l’aménagement et de l’habitat ;
3. David Pottier, maire du Breuil-en-Auge, chargé de l’enfance et de l’éducation ;
4. Christian Asse, maire-adjoint de Pont-l'Évêque, chargé du sport et du patrimoine ;
5. Florence Cothier, maire de Bonneville-sur-Touques, chargée du développement durable ;
6. Joël Lebrun, maire de Saint-Hymer, chargé de l’environnement ;
7. Anne-Marie Samson, maire de Pierrefitte-en-Auge, chargée de l'attractivité et de la culture du territoire.

Après lla mort du président Hubert Courseaux en août 2024, le conseil communautaire du 12 septembre 2024 a élu Jérémy Roseau, adjoint au maire de Pont-l’Évêque, à la présidence, ainsi que ses vice-présidents, qui sont :
1. Jean Dutacq, maire de Reux, chargé du développement économique et des dynamiques commerciales ;
2. Yves Deshayes, maire de Pont-l'Évêque, chargé de l'aménagement, de l'urbanisme et de l'habitat ;
3. Dorian Coge, maire de Blangy-le-Château, chargé des finances, des solidarités avec les communes, de la santé et de l'animation territoriale ;
4. Christian Asse, maire-adjoint de Pont-l'Évêque, chargé des sports, des interventions techniques et du suivi des travaux ;
5. Joël Lebrun, maire de Saint-Hymer, chargé de l’environnement (démissionnaire en 2024[13] ;
6. David Pottier, maire du Breuil-en-Auge, chargé de l'enfance, de l'éducation et de la restauration scolaire ;
7. Éric Huet, conseiller municipal de Pont-l'Évêque, chargé de l'attractivité, de la culture, de la ruralité, de la communication et du développement numérique ;
8. Florence Cothier, maire de Bonneville-sur-Touques, chargée du développement durable ;
9. Laurent Mayeux, maire de Manerbe, chargé des affaires générales et des ressources humaines.

### Liste des présidents
| Période         | Période                    | Identité          | Étiquette | Qualité |
| --------------- | -------------------------- | ----------------- | --------- | --- |
| janvier 2003    | avril 2008                 | André Desperrois  | DVD       | Ancien entrepreneur en charpente Maire de Pont-l'Évêque (1995 → 2014) Président du SIVOM (2001 → 2003) |
| avril 2008      | août 2024                  | Hubert Courseaux, | DVD       | Agriculteur Maire de Bonneville-la-Louvet (1997 → 2024) Conseiller général de Blangy-le-Château (2001 → 2015) Conseiller départemental de Pont-l'Évêque (2015 → 2024) Vice-président du conseil départemental du Calvados (2015 → 2024) Mort en fonction |
| septembre 2024, | En cours (au 17 mars 2025) | Jérémy Roseau     | DVC       | Directeur général des services de la CC de Pont-Audemer / Val de Risle et de la ville de Pont-Audemer Adjoint au maire de Pont-l'Évêque (2020 → ) |

### Compétences
L'intercommunalité exerce les compétences qui lui ont été transférées par les communes membres, dans les conditions déterminées par le code général des collectivités territoriales.
Il s'agit de :
- Aménagement de l’espace ;
- Développement économique ;
- Promotion du tourisme ;
- Gestion des milieux aquatiques et prévention des inondations (GEMAPI) ;
- Aires d’accueil des gens du voyage ;
- Collecte et traitement des déchets des ménages et déchet assimilés ;
- Protection et mise en valeur de l’environnement ;
- Politique du logement et du cadre de vie ;
- Équipements scolaires élémentaires, pré élémentaires, et équipements culturels et sportifs ;
- Action sociale ;
- Voiries d’intérêt communautaire ;
- Maisons de services au public d’intérêt communautaire ;
- Santé ;
- Assainissement.

### Régime fiscal et budget
La communauté de communes est un établissement public de coopération intercommunale à fiscalité propre.
Afin de financer l'exercice de ses compétences, l'intercommunalité perçoit la fiscalité professionnelle unique (FPU) – qui a succédé à la taxe professionnelle unique (TPU) – et assure une péréquation de ressources entre les communes résidentielles et celles dotées de zones d'activité.
L'intercommunalité perçoit en 2024 une 960 176 € de dotation globale de fonctionnement, en 2024 (42,40 €/habitant) (DGF).
Elle ne reverse pas de dotation de solidarité communautaire (DSC) à ses communes membres.

### Effectifs
Afin de mettre en œuvre ses compétences, en 2022, la communauté de communes emploie 118 agents

## Projets et réalisations
Conformément aux dispositions légales, une communauté de communes a pour objet d'associer des « communes au sein d'un espace de solidarité, en vue de l'élaboration d'un projet commun de développement et d'aménagement de l'espace ».
En 2016, la communauté de communes déclare l’intérêt communautaire du  lac de Pont-l'Évêque et de son parking, dont il délègue la gestion à une société publique locale créée à cette occasion.